# افوگی
افوگی یکی از شهرهای استان مرکزی، واقع در کشور پاپوآ گینه نو است. فرودگاه افوگی در این شهر واقع است.